# Vilayet del Kosovo
Il vilayet del Kosovo (in turco Vilâyet-i Kosova), fu un vilayet dell'Impero ottomano, nell'area delle attuali Serbia, Kosovo, Montenegro, Macedonia e Albania.

## Storia
Il vilayet del Kosovo venne creato nel 1877 e consisteva in un'area più grande del moderno Kosovo, includendo anche il sangiaccato di Novi Pazar, il sangiaccato di Nis (sino al 1878), la regione di Plav e quella di Gusinje così pure quella di Dibra. Queste regioni erano appartenute all'eyalet di Niš, all'eyalet di Skopje e, dopo il 1865, al vilayet del Danubio. Nel 1868 il vilayet di Prizren venne creato con i sangiaccati di Prizren, Dibra, Skopje e Nis, ma cessò di esistere nel 1877.
Il Kosovo comprese la regione del Sangiaccato tra l'attuale Serbia centrale ed il Montenegro assieme a Kukës ed alle municipalità nell'Albania settentrionale. Tra il 1881 ed il 1912 si espanse internamente nelle regioni dell'attuale Macedonia, aggiungendo gli insediamenti urbani di Štip (İştip), Kumanovo (Kumanova) e Kratovo (Kratova).
I confini della provincia vennero spostati verso l'interno dell'Impero ottomano avendo perso parte del proprio territorio per effetto del trattato di Berlino dopo la guerra russo-turca (1877–1878) e parti vennero trasferiti al Vilayet di Monastir ed al vilayet di Salonicco. Nel 1878 il sangiaccato di Novi Pazar, una suddivisione della provincia del Kosovo, venne occupata dagli austro-ungarici sulla base del trattato di Berlino che acconsentì all'occupazione della Bosnia e dell'Erzegovina da parte dell'Austria.

## Geografia antropica

### Suddivisioni amministrative
I sangiaccati del vilayet del Kosovo nel XIX secolo erano:
1. sangiaccato di Üsküp
2. sangiaccato di Priştine
3. sangiaccato di İpek
4. sangiaccato di Prizren
5. sangiaccato di Yenipazar
6. sangiaccato di Taşlıca, istituito nel 1880
7. sangiaccato di Seniçe, istituito nel 1902

## Governatori
- 1877-1878: Ibrahim Edhem Pascià
- 1894-1899: Hafiz Mehmed Pascià
- 1900-1902: Reshad Bey Pascià
- 1903-1904: Shakir Pascià Numan
- 1905-1907: Mehmed Shefket Pascià
- . . . . 1908: Hadi Pascià
- 1909-1910: Mazhar Bey Pascià
- . . . . 1911: Halil Bey Pascià
- . . . . 1912: Ghalib Pascià